# Challenger de Guangzhou-2 2024
El torneo Guangzhou Huangpu International Tennis Open 2024 fue un torneo de tenis perteneció al ATP Challenger Tour 2024 en la categoría Challenger 100. Se trató de la 1ª edición; el torneo tuvo lugar en la ciudad de Guangzhou (China), desde el 9 hasta el 15 de septiembre de 2024 sobre pista dura bajo techo de tierra batida al aire libre.

## Jugadores participantes del cuadro de individuales
| Preclasificado | País                      | Jugador                | Rank1 | Posición en el torneo |
| 1              | Bandera de Australia      | Christopher O'Connell  | 87    | CAMPEÓN               |
| 2              | Bandera de Italia         | Luca Nardi             | 90    | Semifinales           |
| 3              | Bandera de Kazajistán     | Mikhail Kukushkin      | 117   | Semifinales           |
| 4              | Bandera de Francia        | Térence Atmane         | 120   | Cuartos de final      |
| 5              | Bandera de Moldavia       | Radu Albot             | 138   | Cuartos de final      |
| 6              | Bandera de Estados Unidos | Maxime Cressy          | 161   | Primera ronda         |
| 7              | Bandera de Argentina      | Federico Agustín Gómez | 182   | Cuartos de final      |
| 8              | Bandera del Reino Unido   | Paul Jubb              | 192   | Segunda ronda         |

- 1 Se ha tomado en cuenta el ranking del 26 de agosto de 2024.

### Otros participantes
Los siguientes jugadores recibieron una invitación (wild card), por lo tanto ingresan directamente al cuadro principal (WC):
- Mo Yecong
- Xiao Linang
- Zeng Yaojie

Los siguientes jugadores ingresan al cuadro principal tras disputar el cuadro clasificatorio (Q):
- Rishab Agarwal
- Evgeny Donskoy
- Markos Kalovelonis
- Mitsuki Wei Kang Leong
- Wishaya Trongcharoenchaikul
- Kris van Wyk

## Campeones

### Individual Masculino
- Christopher O'Connell derrotó en la final a  Sho Shimabukuro por 1–6, 7–5, 7–6(5)

### Dobles Masculino
- Evan King /  Reese Stalder derrotaron en la final a  Francis Alcantara /  Pruchya Isaro por 4–6, 7–5, [10–5]